# John Watkins (photographe)
Pour les articles homonymes, voir Watkins.
John Watkins, né en 1823 et mort le 26 décembre 1874 est un photographe portraitiste anglais.

## Biographie
John Watkins et son frère Octavius Charles Watkins (1836–1882) ont souvent travaillé ensemble. Ils sont actifs entre 1840 et 1875 et reconnus pour leurs portraits de personnalités du monde culturel de l'époque victorienne, tels Charles Dickens, le prince de Galles, John Stuart Mill, Thomas Carlyle, Charles Kingsley, Carlo Marochetti, entre autres.
Il meurt le 26 décembre 1874 à Londres et est enterré au cimetière de Highgate.

## Galerie:portraits carte-de-visite, vers 1860.

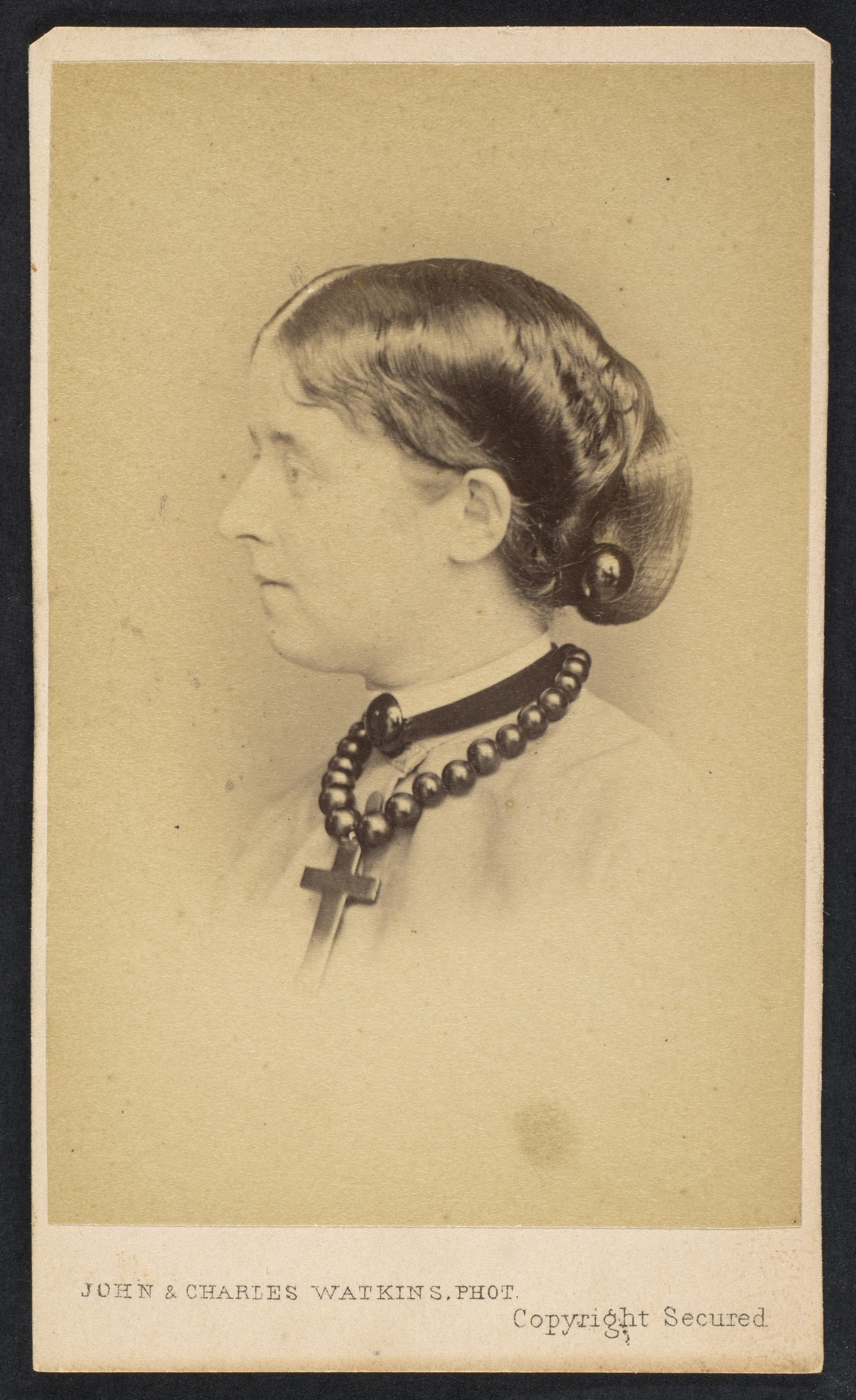
Adelaide Claxton.
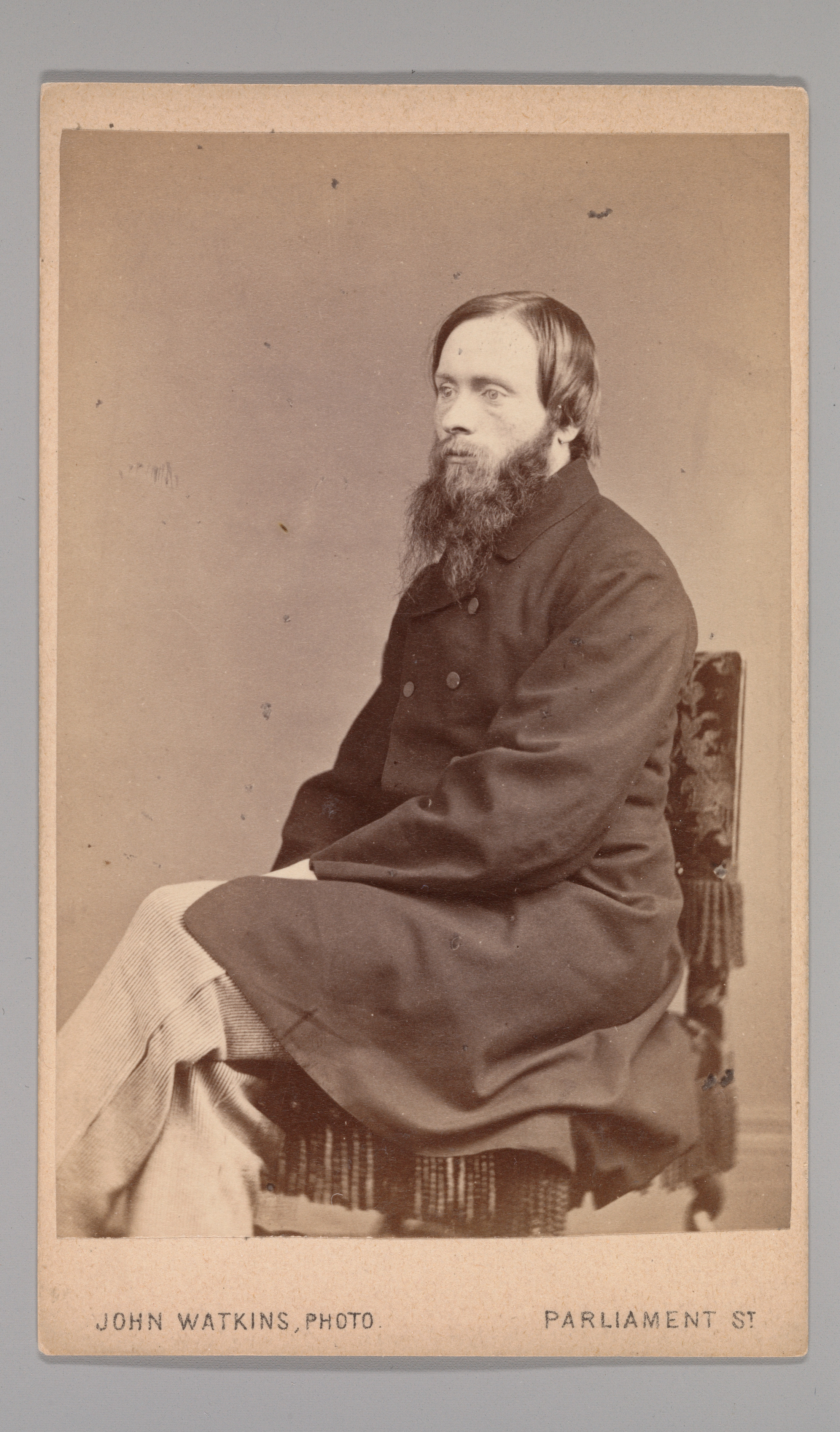
E. B. Jones.
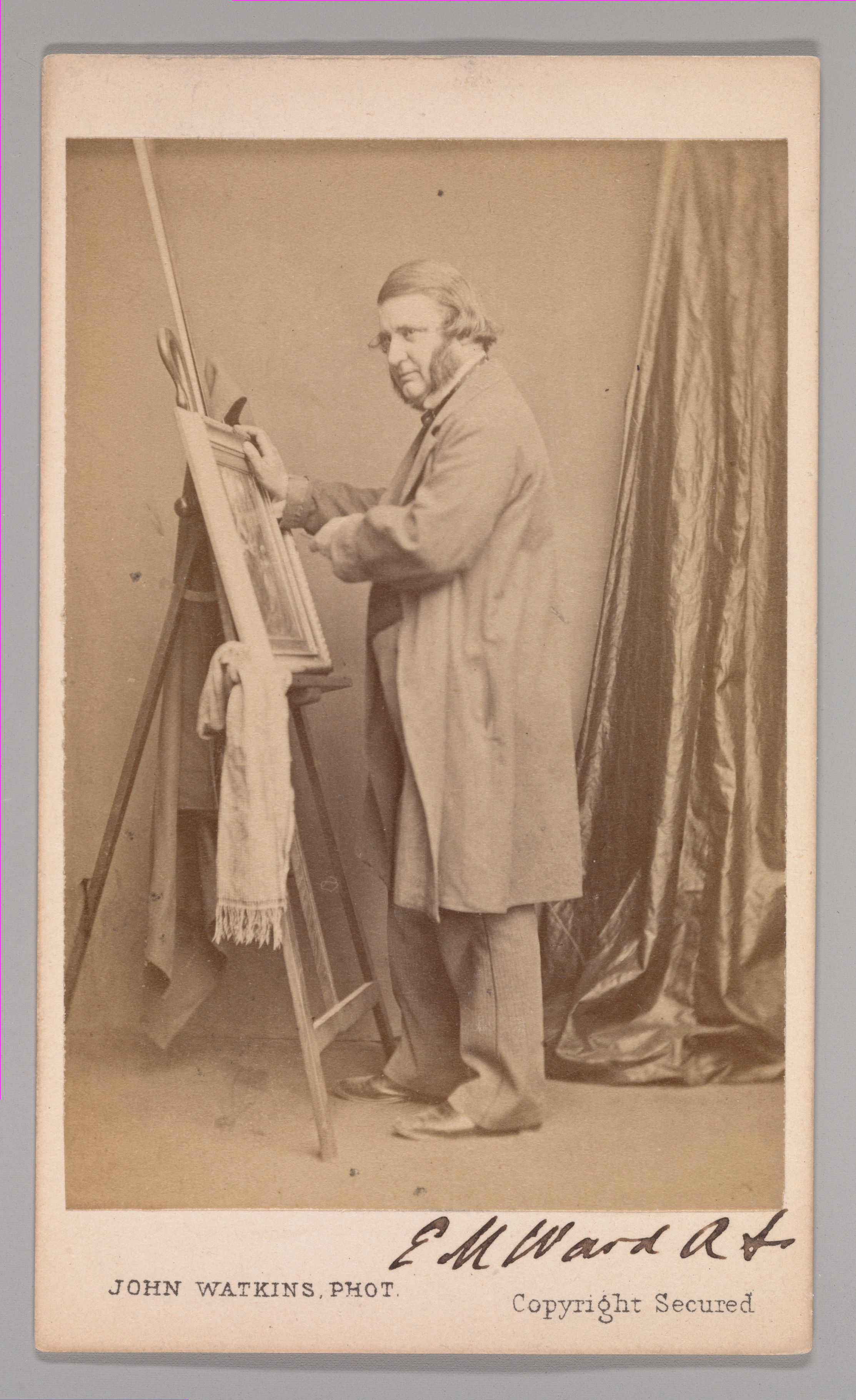
E. M. Ward.
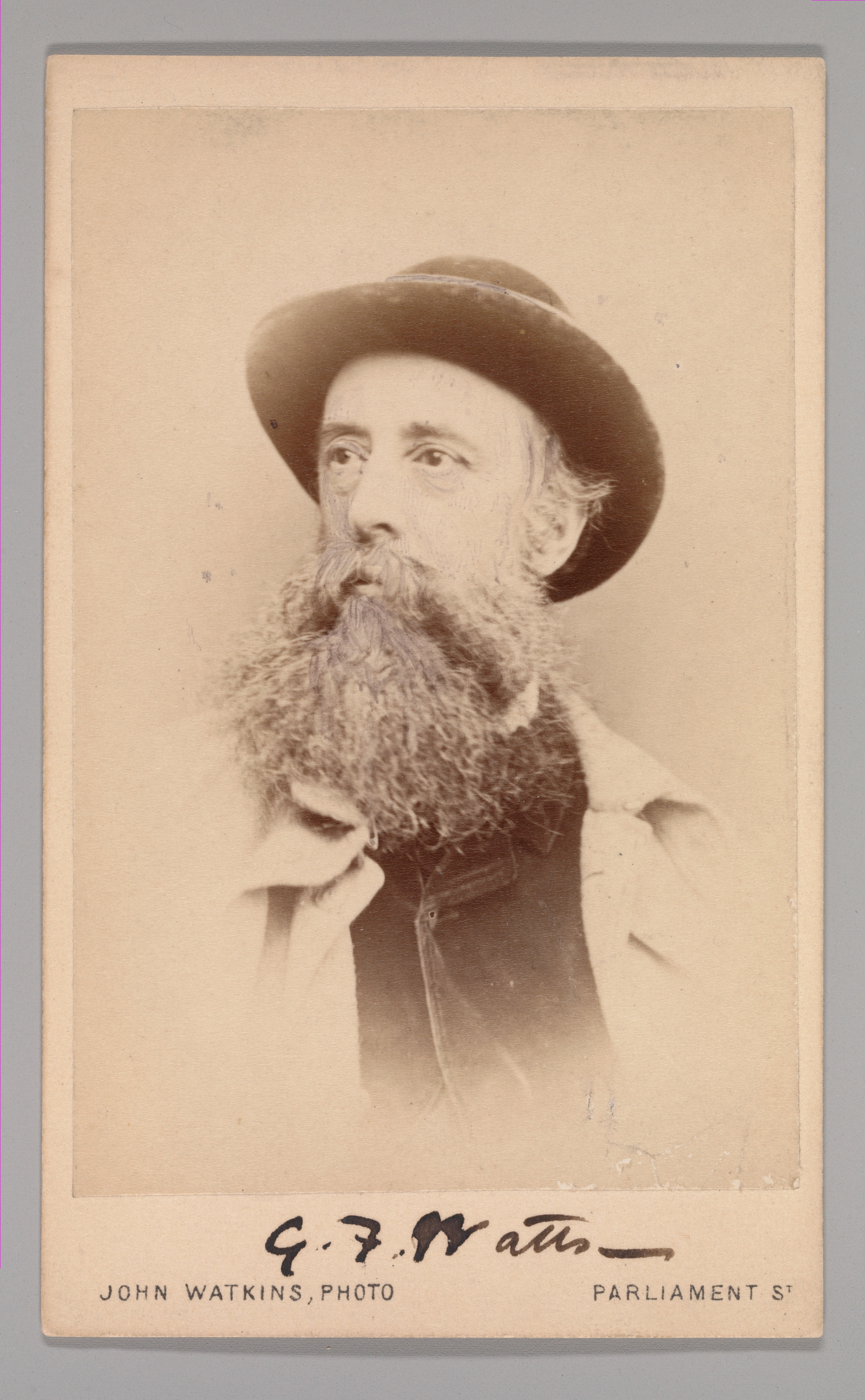
George Frederick Watts.
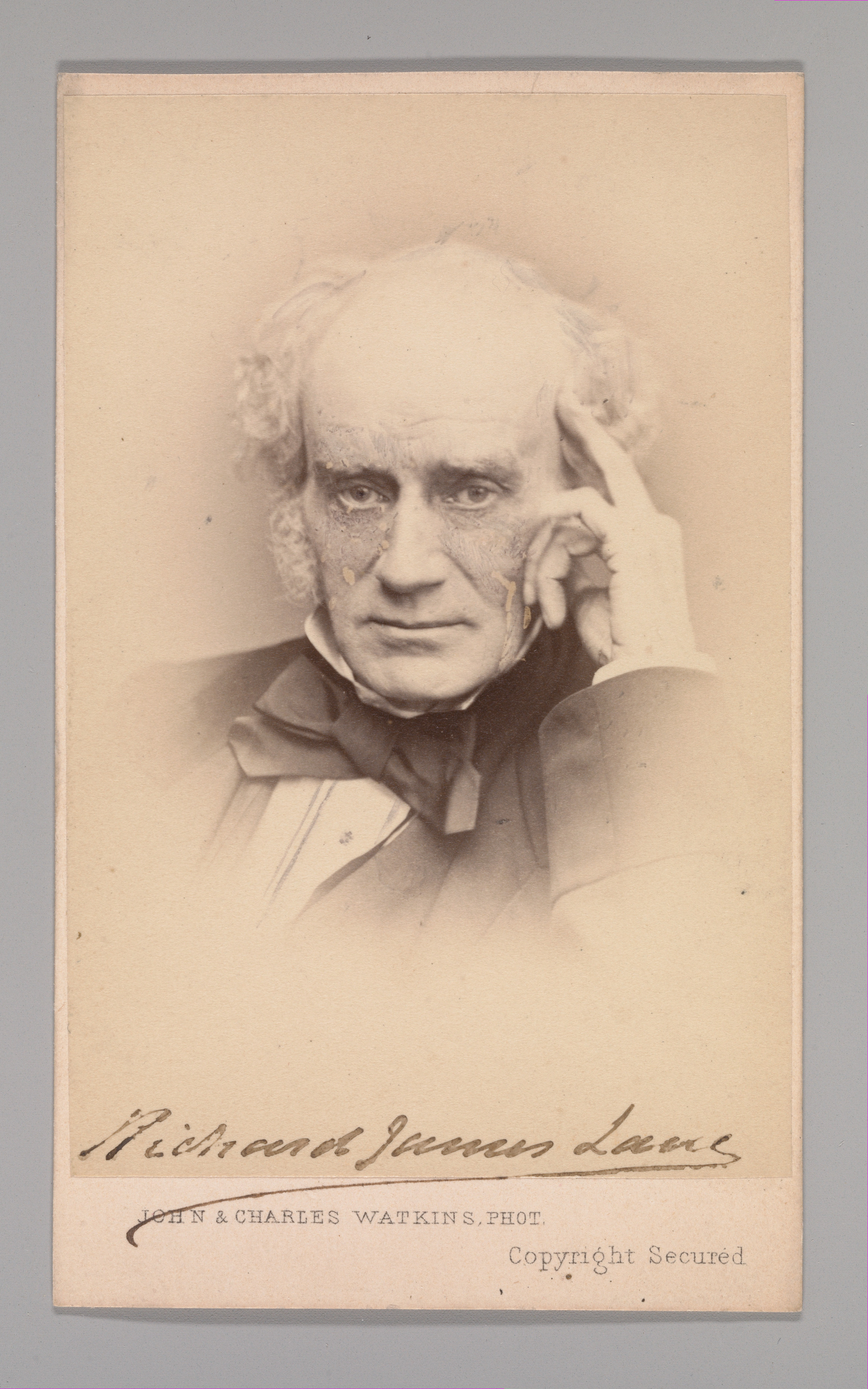
Richard James Lane.

## Collections
- National Portrait Gallery, Londres[1]
- Metropolitan Museum of Art (The Met), New York[2]